# Daiei
Daiei (株式会社ダイエー, Kabushiki-kaisha Daiē) is een Japanse supermarktketen. Het werd door Isao Nakauchi opgericht in 1957 en is gevestigd in de stad Kobe. De CEO van het bedrijf is (anno 2013) Toru Nishimi.